# 皮埃尔·莫鲁瓦球场
皮埃尔·莫鲁瓦球场（法語：Stade Pierre-Mauroy）是一座位於法國里爾區阿斯克新城的一個體育場，前名為里爾都會球場（法語：Stade Lille Métropole），該球場於2009年動工，2012年完工，並在2012年8月17日開放，2013年6月21日以当年6月7日逝世的前里尔市长皮埃尔·莫鲁瓦命名，目前是里爾足球俱樂部的主場，並且是2015年歐洲籃球錦標賽及2016年歐洲國家盃比賽場館之一。2024年巴黎奥运会的篮球和手球比赛在此举行。